# Iftar

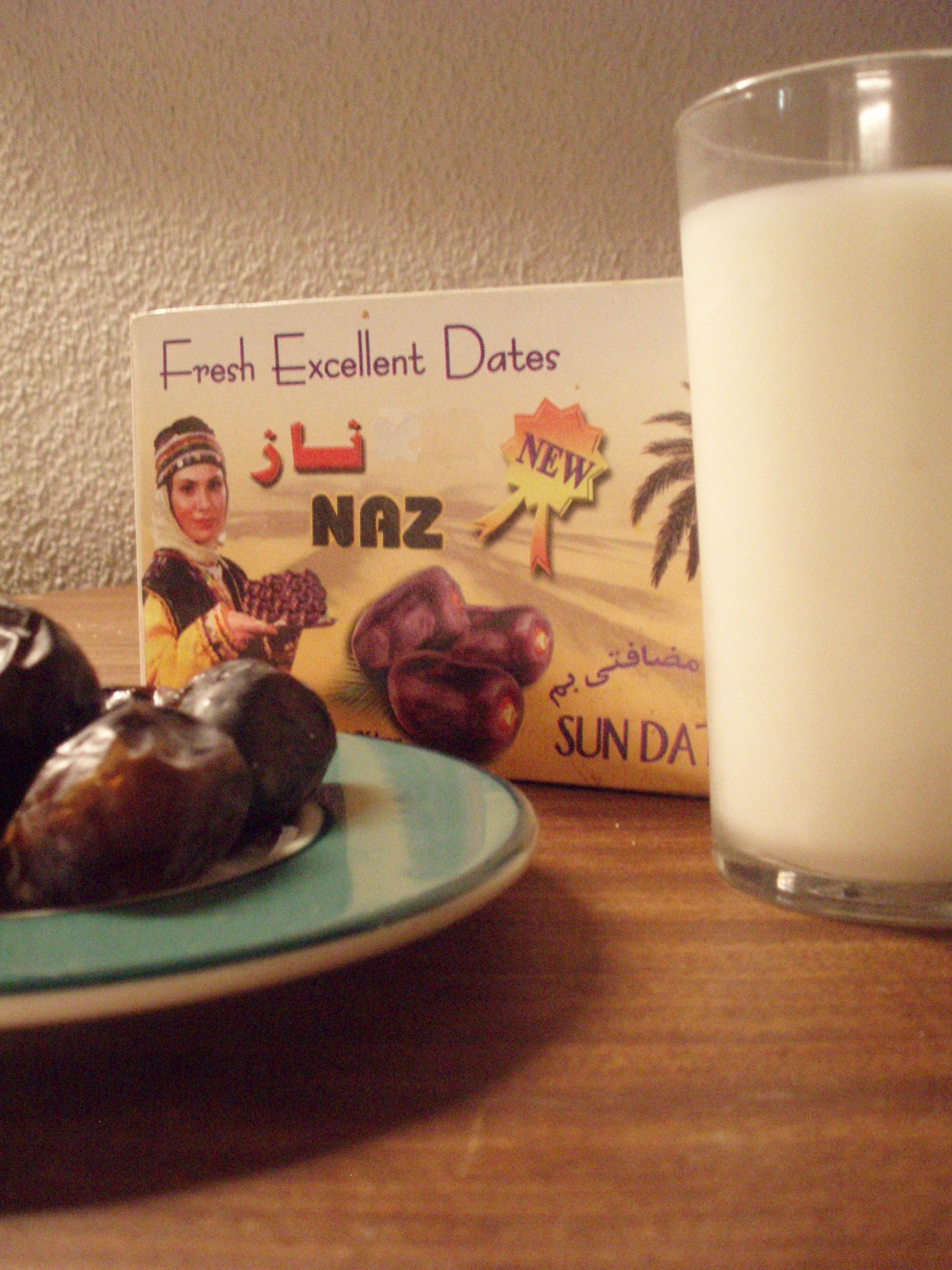
Melk en dadels, traditioneel vaak gedronken en gegeten om het vasten te breken

Iftar (Arabisch: إفطار) is de maaltijd die gedurende de vastenmaand ramadan door moslims genuttigd wordt direct na zonsondergang.
Tijdens ramadan eten en drinken moslims niets tussen dageraad (ruim voor zonsopkomst) en zonsondergang. Voordat het vasten begint, wordt vaak nog een maaltijd genuttigd, sahoor genaamd. Daarna volgt het ochtendgebed fajr. Het vasten werd volgens overleveringen door Mohammed gebroken na zonsondergang met een oneven aantal dadels en een glas melk. Veel moslims volgen dit voorbeeld. Vervolgens wordt het avondgebed maghrib gebeden en nuttigt men de zogenoemde iftar. In de volgorde waarin dit gebeurt en wat men eet bestaan culturele verschillen.
Deze iftar bestaat in Noord-Afrika uit harira, een dikke soep van onder andere kikkererwten, lamsvlees, uien en linzen. Op het Arabisch Schiereiland eet men dadels en drinkt men koffie. In Turkije worden olijven gegeten en thee gedronken, terwijl men in India zoete melkdranken en fruit nuttigt.
Het breken van de vasten wordt op verschillende manieren aangekondigd. Zo wordt in Indonesië op de beduk getrommeld, en in Pakistan klinken speciale iftar-bellen.
Vanaf zonsondergang worden familie en kennissen bezocht en eet men gezamenlijk. De over het algemeen zeer zoete gebakjes worden gebruikt om weer energie te krijgen. De maaltijden strekken zich soms uit over uren, omdat men vanwege de lege maag niet overhaast mag eten.
In Nederland wordt de iftar door verschillende moskeeën en organisaties gebruikt om moslims samen te brengen, maar ook om niet-moslims uit te nodigen deel te nemen aan deze gezamenlijke dis.